# Manuel de Araújo Porto-Alegre
Pour les articles homonymes, voir Araújo (homonymie).
Manuel José de Araújo Porto-Alegre, baron de Santo Ângelo (29 novembre 1806 - 30 décembre 1879) était un écrivain, peintre, architecte, diplomate et professeur brésilien. Il a été membre de l'Académie brésilienne des lettres.

## Œuvres littéraires

### Poésie
- Ode Sáfica (1830 — dédié à Jean-Baptiste Debret)
- Canto Inaugural (1855)
- Brasiliana (1863)
- Colombo (1866)

### Pièces de théâtre
- Prólogo Dramático (1837)
- Angélica e Firmino (1845)
- A Destruição das Florestas (1845)
- A Estátua Amazônica (1851)
- A Restauração de Pernambuco (1852)
- A Noite de São João (1857)
- Cenas de Penafiel (1858)
- Os Judas (1859)
- O Prestígio da Lei (1859)
- Os Lobisomens (1862)
- Os Voluntários da Pátria (1877)

### Fiction
- Excertos das Memórias e Viagens do Coronel Bonifácio do Amarante (sous le nom de plume Tibúrcio do Amarante) (1848)

### Traductions
- Électre, d'Euripide
- Lucrèce Borgia, de Victor Hugo
- Christine de Suède, d'Alexandre Dumas, père

## Principales peintures

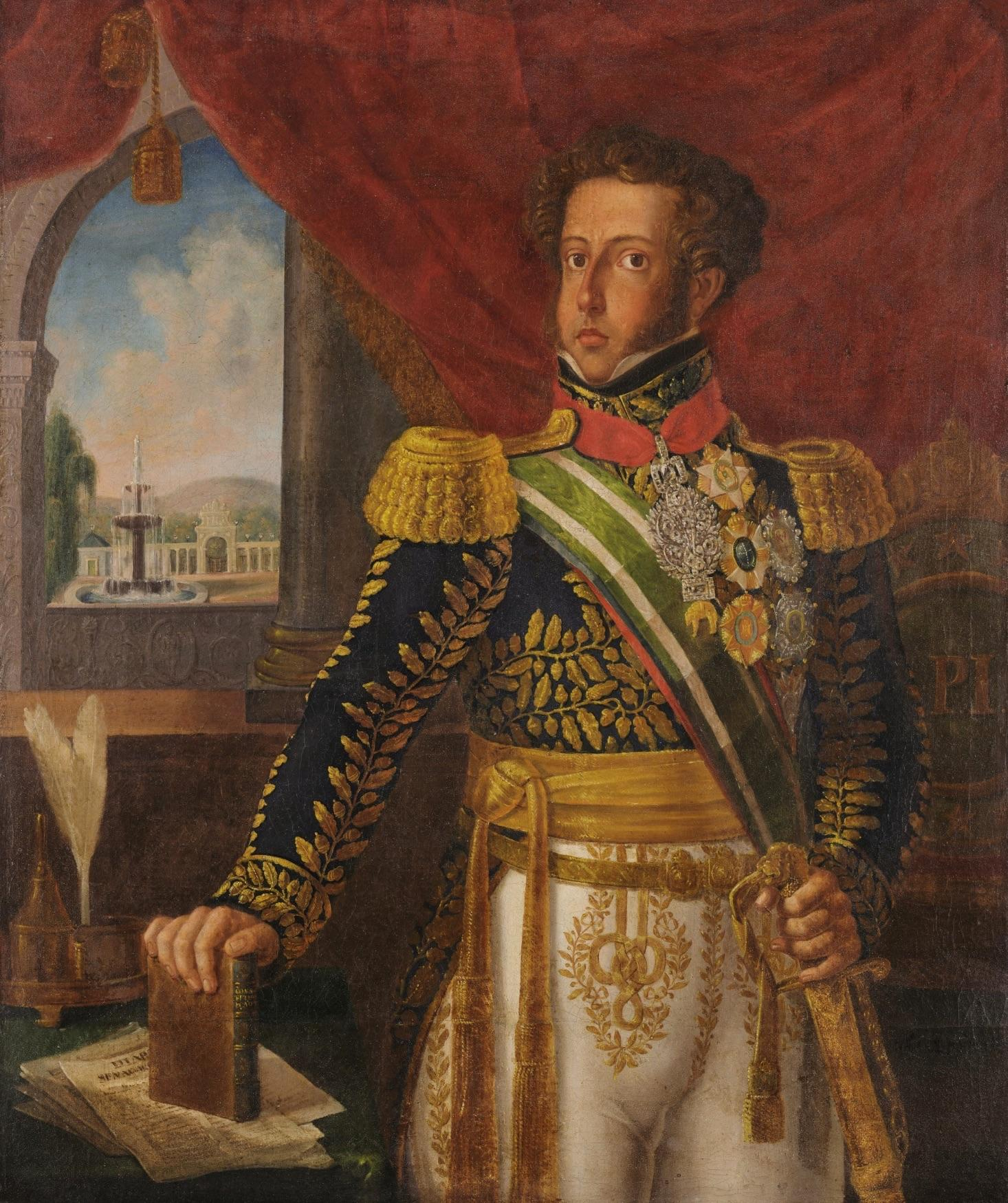
Portrait de Pierre Ier du Brésil, peinture à l'huile
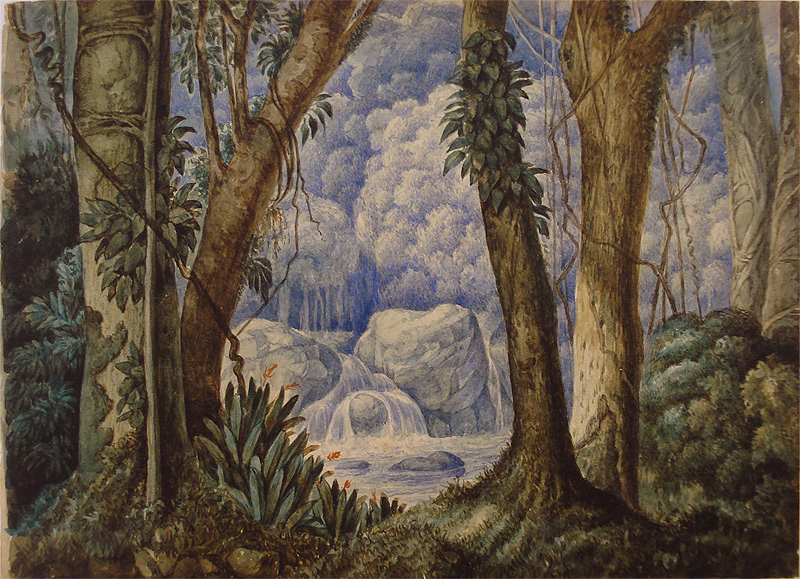
Jungle brésilienne, aquarelle
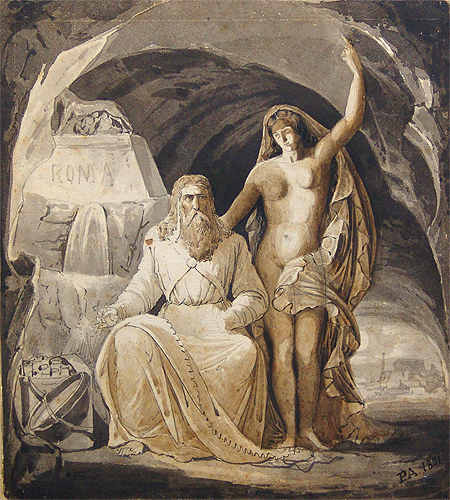
Étude pour un panneau décoratif, huile et nankin

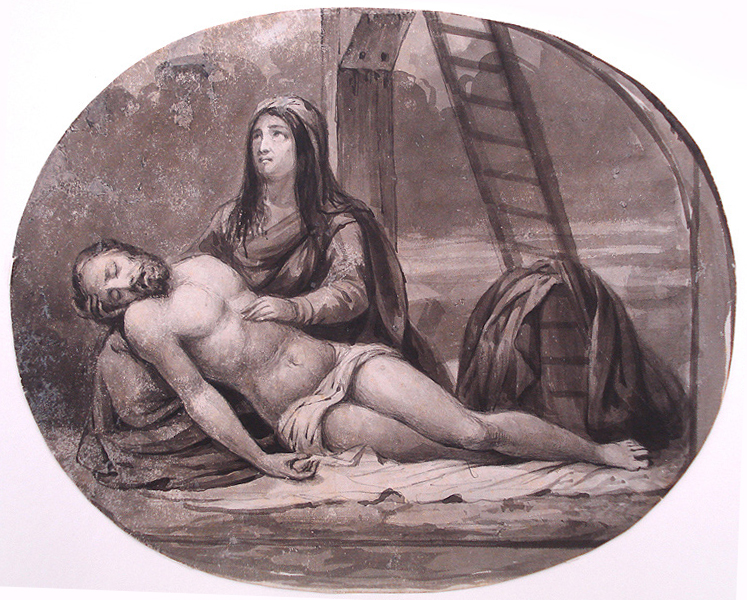
Pietà
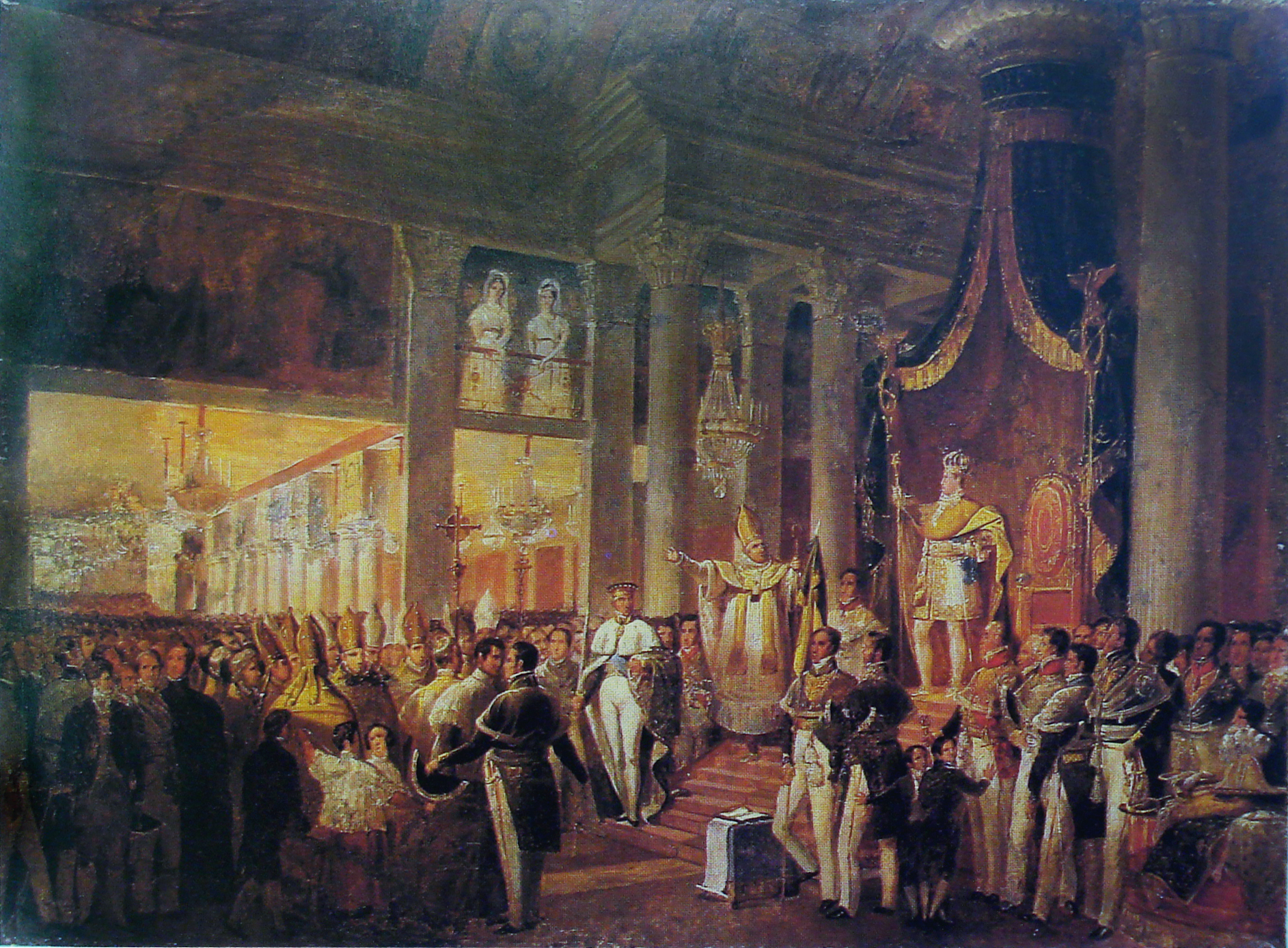
Étude pour le sacre de Pierre II, huile
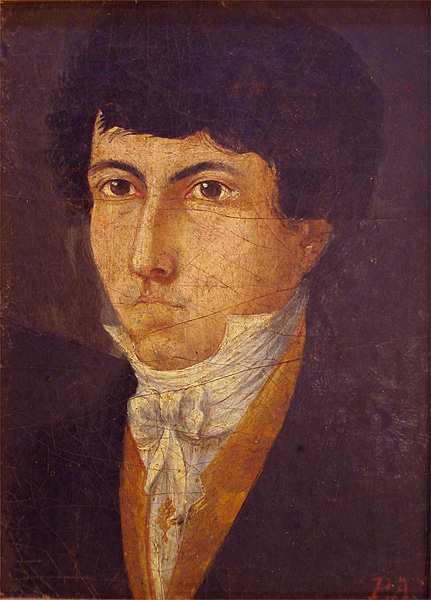
Autoportrait, huile ; vers 1823